# Kohei Tokita
Kohei Tokita (土岐田 洸平, Tokita Kohei) est un footballeur japonais né le 16 mars 1986 à Tokyo. Il évolue au poste d'ailier droit.

## Biographie
Kohei Tokita commence sa carrière professionnelle à l'Omiya Ardija. En 2010, il est prêté pour plusieurs saisons à l'Oita Trinita, club de J-League 2. En janvier 2013, son transfert devient définitif.